# Jenaer Glas

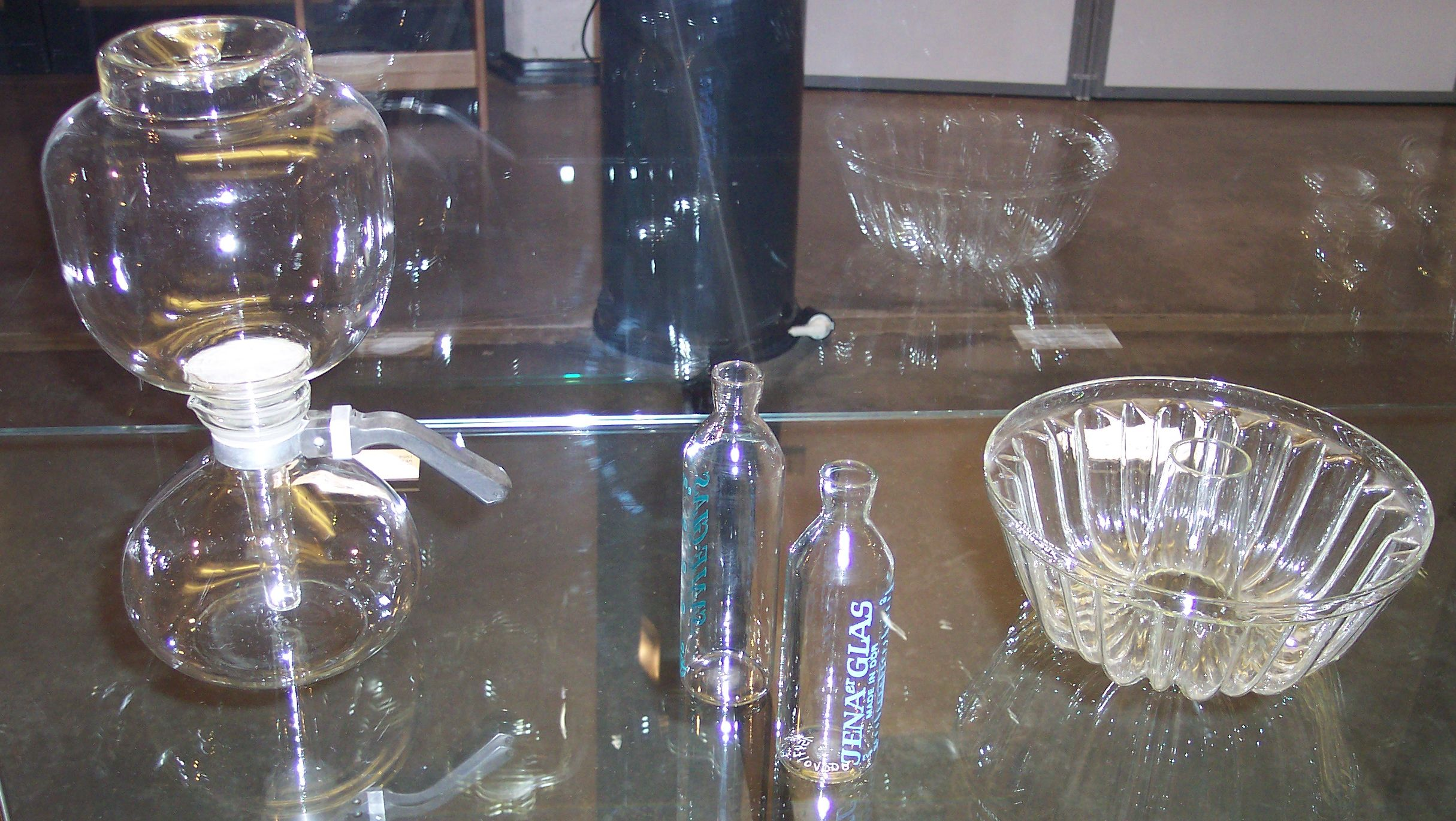
Produkter från Jenaer Glas.

Jenaer Glas är ett värmebeständigt glas utvecklat av Otto Schott i Jena år 1887.
Det eldfasta bruksglaset började tillverkas under 1920-talet och säljas av Schott AG under varumärket JENAer GLAS. Det används inom industri och i hushåll. Ett vanligt användningsområde är i laboratorier eller NO-salar där eldfasta bägare, kolvar och provrör används, och i värmebeständiga hushållsartiklar som exempelvis kaffekannor och fondue-grytor av glas.